# Kompositionsmusik
 Der er for få eller ingen kildehenvisninger i denne artikel, hvilket er et problem. Du kan hjælpe ved at angive troværdige kilder til de påstande, som fremføres i artiklen.

Kompositionsmusik er klassisk musik, der er skrevet af en  komponist som et frit kunstnerisk udtryk, i modsætning til (improviseret) rytmisk musik eller underholdningsmusik og brugsmusik, der som navnene siger er skrevet med andet formål.
| Musik | Spire Denne musikartikel er en spire som bør udbygges. Du er velkommen til at hjælpe Wikipedia ved at udvide den. |